# Замок Блеквотер

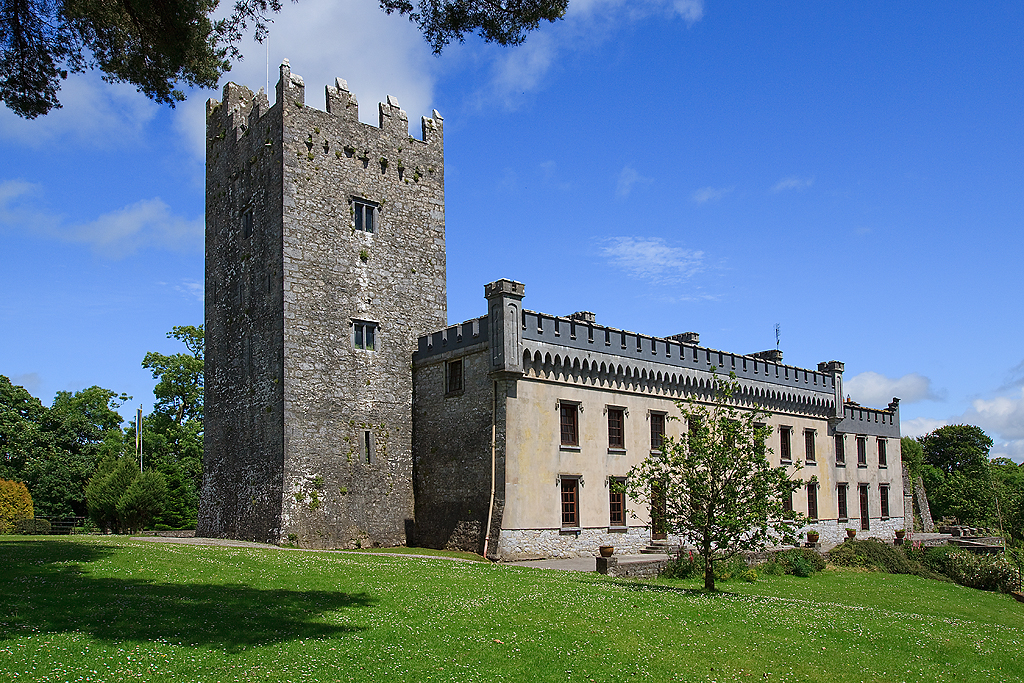
Замок Блеквотер.

Герб феодалів де ла Рош.

Замок Блеквотер (англ. Blackwater Castle, Castle Widenham, ірл. Dun Cruadha) — замок Вайденгам, Замок Чорної Води, замок Дун Круада — один із замків Ірландії, розташований в графстві Корк. Нині це приватна власність в селищі Кастлтаунрош, біля міст Меллоу та Фермой на півночі графства Корк. Нині це готель в старовинному стилі, замок можна орендувати для весіль чи приватних вечірок.

## Історія замку Блеквотер
Замок Блеквотер стоїть на місці, де було укріплене поселення ще в глибоку давнину — ще в часи мезоліту як мінімум і було заселене безперервно. Замок Блеквотер був побудований в ХІІ столітті на місці давньої кельтської фортеці Дун Круада. Споруду відносять до часів бронзової або ранньої залізної доби. На цьому місці було стійбище мисливців ще в часи мезоліту — близько 9000 років тому. Про це свідчать численні крем'яні артефакти біля річки Авбег, що робить це місце одним з найдавніших безперервно заселених місць в Ірландії.
Після англо-норманського завоювання Ірландії в 1171 році онуки Моріса ФіцДжеральда — феодала валійсько-норманського походження — Олександр та Раймонд ФіцГуг побудували замок на місці фортеці Дун Круда. Дочка Олександра Фіц-Гуга — Сінолда одружилася з Девідом де ла Рош. Їх нащадки були відомі як барони Фермой. Замок Блеквотер і землі навколо нього з тога часу стали «країною Рош». Замок лишався в володіннях родини Рош до 1666 року, коли замком заволодів полковник Джон Вейденгам. З того часу замок Блеквотер став відомий як замок Вайденгам. Аристократична родина Вайденгам володіла замком до 1960-тих років. У 1991 році замок перейшов у власність приватної фірми «Нордсром». Фірма працює в царині збереження унікальної історичної спадщини. Замок став туристичним об'єктом і центром туристичного бізнесу. Недалеко від замку є чимало пам'яток історії та архітектури — кургани бронзової доби, культові, житлові та оборонні споруди різних часів. У замку була колись написана «Книга Фермоя» (XIV—XV століття), що нині зберігається в Королівській ірландській академії наук.